# Gazaupouy
Gazaupouy (gaskognisch Gasaupoi) ist eine französische Gemeinde mit 245 Einwohnern (Stand 1. Januar 2022) im Département Gers in der Region Okzitanien; sie gehört zum Arrondissement Condom und zum Gemeindeverband Ténarèze. Die Bewohner nennen sich Gazaupouyais/Gazaupouyaises.

## Geografie
Gazaupouy liegt auf einer kleinen Anhöhe rund 25 Kilometer südwestlich der Stadt Agen ganz im Norden des Départements Gers. Die Gemeinde besteht aus dem Dorf Gazaupouy, mehreren Weilern sowie zahlreichen Einzelgehöften. Verkehrstechnisch liegt die Gemeinde abseits von bedeutenden Verkehrsverbindungen. 

## Geschichte
Der Ort lag im Mittelalter innerhalb der Herrschaft Fimarcon. Die Gemeinde gehörte von 1793 bis 1801 zum District Condom, zudem lag Gazaupouy von 1793 bis 1801 im Kanton Laroumieu und von 1801 bis 2015 im Wahlkreis (Kanton) Condom. Die Gemeinde ist seit 1801 dem Arrondissement Condom zugeteilt. 

## Bevölkerungsentwicklung
| Jahr                       | 1962 | 1968 | 1975 | 1982 | 1990 | 1999 | 2006 | 2014 | 2020 |
| Einwohner                  | 456  | 414  | 347  | 316  | 292  | 297  | 306  | 298  | 264  |
| Quellen: Cassini und INSEE |      |      |      |      |      |      |      |      |      |

## Sehenswürdigkeiten
- Tour d’Estrepouy, Wehrturm im Weiler Estrépouy, Monument historique seit 1982[1]
- Kirche Saint-Martin in Gazaupouy
- Kirche Notre-Dame de la Plagne in Nautèry
- Kirche von Estrépouy
- Denkmal für die Gefallenen[2]
- mehrere Wegkreuze und eine Madonnenstatue
- Lavoir (ehemaliges Waschhaus)

Quelle:

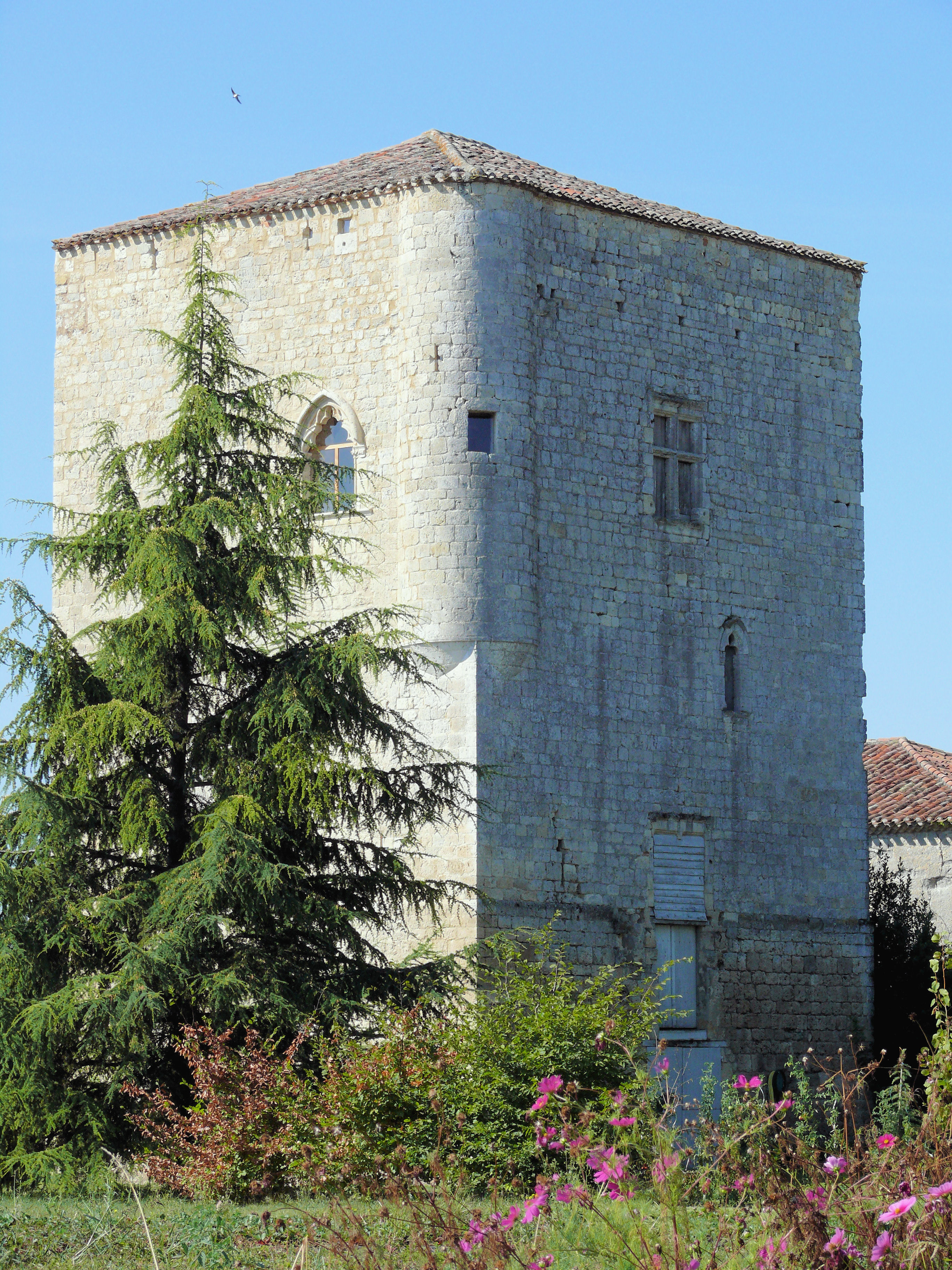
Tour d’Estrepouy im Weiler Estrépouy
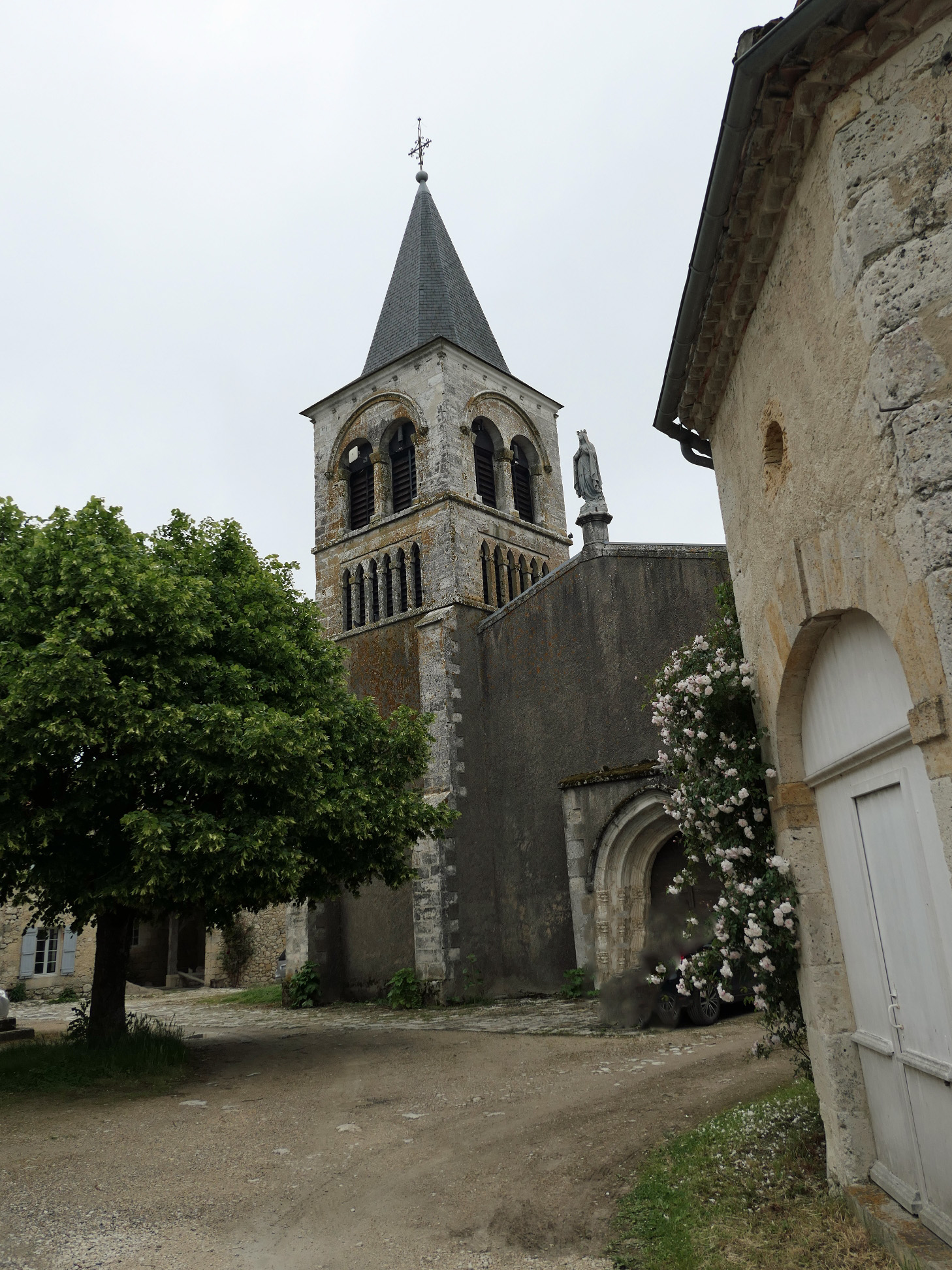
Kirche Saint-Martin
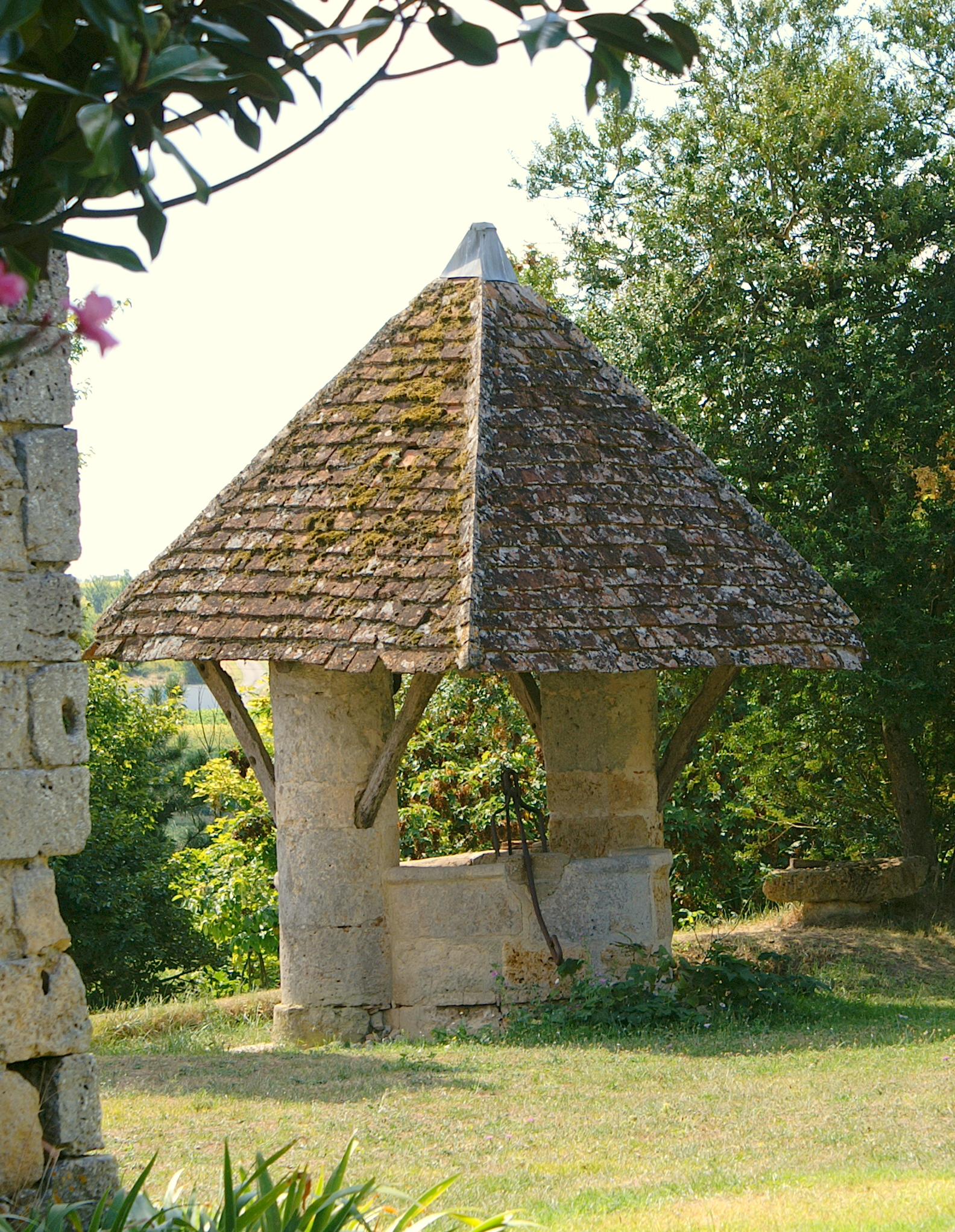
Alter überdachter Brunnen